# Momordica welwitschii
Momordica welwitschii är en gurkväxtart som beskrevs av Joseph Dalton Hooker. Momordica welwitschii ingår i släktet Momordica och familjen gurkväxter. Inga underarter finns listade i Catalogue of Life.